# Супомо
Супо́мо (индон. Soepomo, в новой орфографии — Supomo); 22 января 1903 года, Суконарьо — 12 сентября 1958 года, Джакарта) — индонезийский политик, первый министр юстиции Индонезии (1945, 1949—1950). Один из основных разработчиков Конституции Индонезии. Национальный герой Индонезии. 

## Биография
Супомо родился 22 января 1903 года в Суконарьо, Голландская Ост-Индия (ныне индонезийская провинция Центральная Ява. Он происходил из дворянской семьи; его деды по материнской и отцовской линии были высокопоставленными правительственными чиновниками. .
В 1917 году поступил в европейскую начальную школу (нидерл.  Europeesche Lagere School в Бойолали, затем в 1920 году поступил в школу «более расширенного начального образования» (Meer uitgebreid lager onderwijs) в Суракарте. В 1923 году он переехал в Батавию (ныне Джакарта), где учился в юридической школе (нидерл. Bataviasche Rechtsschool. После её окончания он некоторое время работал в суракартском суде, после чего отправился в Нидерланды, где три года учился в Лейденском университете под научным руководством Корнелисе ван Фолленховене. В 1927 году защитил диссертацию «Реорганизация аграрной системы в районе Суракарты» (нидерл. Reorganisatie van het Agrarish Stelsel in het Gewest Soerakarta), в которой содержалась не только описание аграрной системы в районе этого города, но и завуалированная критика голландского колониализма.
После возвращения из Нидерландов Супомо работал в суде Джокьякарты, затем был переведен в министерство юстиции в Батавии, одновременно был приглашённым лектором в Институте права. В эти годы он присоединился к молодёжной группе «Молодая Ява». Им была написала статья «Индонезийские женщины и право» (индон. Perempuan Indonesia dalam Hukum), которую он представил Али Састроамиджо на женском конгрессе 1928 года.

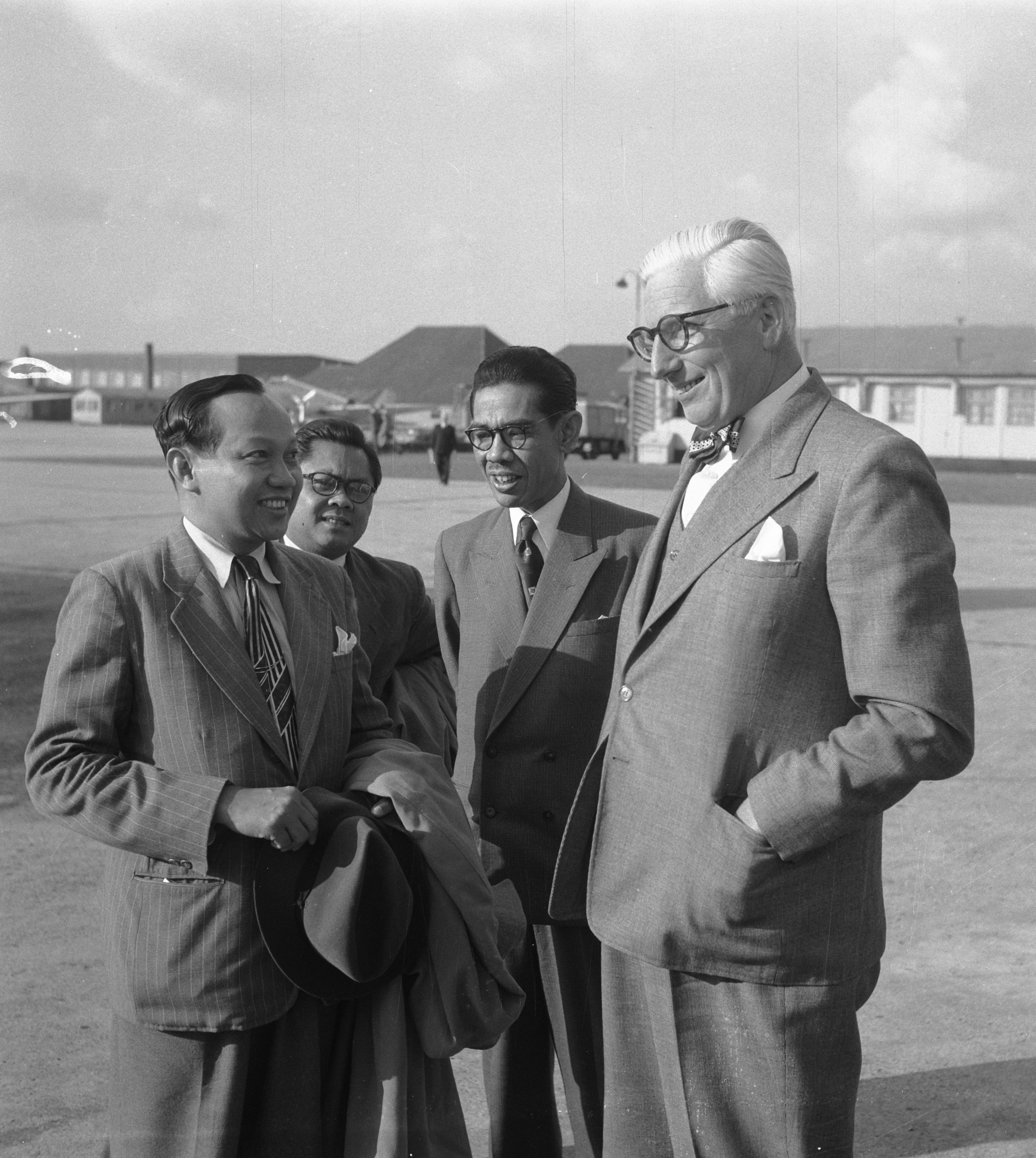
Супомо во время визита в Нидерланды. Справа — Нико Блом. 1951 год

Во время японской оккупации Индонезии был членом Исследовательского комитета по подготовке индонезийской независимости и Комитета по подготовке индонезийской независимости. Стал одним из основных, наряду с Мохаммадом Ямином и Сукарно, разработчиков Конституции Индонезии.
В 1945 году Супомо занимал пост министра юстиции в президентском кабинете Сукарно. В 1949—1950 годах занимал тот же пост в правительстве Соединённых Штатов Индонезии во главе с Мохаммадом Хаттой. После отставки с министерского поста работал преподавателем в Университете Гаджа Мада , а также в Полицейской академии Джакарты, был президентом Университета Индонезия.
С 1954 по 1956 год Супомо был послом Индонезии в Великобритании .
Умер 12 сентября 1958 года в Суракарте.

## Награды
14 мая 1965 года президент Сукарно посмертно присвоил Супомо титул Национального героя Индонезии.